# Wereldkampioenschap honkbal 2009
Het Wereldkampioenschap honkbal 2009 was de 38e editie van dit honkbaltoernooi. Het kampioenschap werd georganiseerd door de wereldhonkbalfederatie IBAF en de Europese Honkbalfederatie (CEB), het was voor de eerste keer dat het WK op een heel continent werd afgewerkt.
Het kampioenschap vond van 9 tot en met 27 september plaats in acht Europese landen. Aan het kampioenschap namen 22 landen deel en werd deze editie in drie ronden afgewerkt. In de eerste ronde namen 20 landen deel die in vijf groepen (A t/m E) van elk vier landen waren ingedeeld. Elke groep werd in een van de deelnemende landen gespeeld. De vijf groepwinnaars, de vijf nummers twee en de vier beste nummers drie gingen door naar de tweede ronde. De tweede ronde bestond uit twee groepen van elk acht landen die in Nederland (groep F) en Italië en San Marino (groep G) werden gespeeld. De derde ronde, eveneens met acht landen, werd in Italië gehouden.
De titelverdediger, de Verenigde Staten die in 2007 voor de derde keer wereldkampioen werd, versloeg in de finale Cuba met 10-5.

## Deelname
| Amerika                                                                                  | Europa                                                                     | Azië                          | Afrika      | Oceanië   |
| ---------------------------------------------------------------------------------------- | -------------------------------------------------------------------------- | ----------------------------- | ----------- | --------- |
| Canada Cuba Mexico Nederlandse Antillen Nicaragua Puerto Rico Venezuela Verenigde Staten | Duitsland Italië Kroatië Nederland Spanje Tsjechië Groot-Brittannië Zweden | China Japan Taiwan Zuid-Korea | Zuid-Afrika | Australië |

## Eerste ronde
Alle wedstrijden werden van 9 tot en met 12 september gespeeld.

### Groep A
De wedstrijden in Groep A werden in Praag, Tsjechië gespeeld.
| # | Land      | Pnt | W | V |
| - | --------- | --- | - | - |
| 1 | Mexico    | 6   | 3 | 0 |
| 2 | Australië | 4   | 2 | 1 |
| 3 | Taiwan    | 2   | 1 | 2 |
| 4 | Tsjechië  | 0   | 0 | 3 |

| Datum | Team 1    | Uitslag | Team 2    |
| ----- | --------- | ------- | --------- |
| 09/09 | Tsjechië  | 4-17    | Australië |
| 10/09 | Taiwan    | 0-8     | Mexico    |
| 11/09 | Australië | 7-5     | Taiwan    |
| 11/09 | Mexico    | 9-0     | Tsjechië  |
| 12/09 | Australië | 9-10    | Mexico    |
| 12/09 | Tsjechië  | 1-10    | Taiwan    |

### Groep B
De wedstrijden in Groep B werden in Barcelona, Spanje gespeeld.
| # | Land        | Pnt | W | V |
| - | ----------- | --- | - | - |
| 1 | Cuba        | 6   | 3 | 0 |
| 2 | Puerto Rico | 4   | 2 | 1 |
| 3 | Spanje      | 2   | 1 | 2 |
| 4 | Zuid-Afrika | 0   | 0 | 3 |

| Datum | Team 1      | Uitslag  | Team 2      |
| ----- | ----------- | -------- | ----------- |
| 09/09 | Spanje      | 15-0 (6) | Zuid-Afrika |
| 10/09 | Puerto Rico | 0-10 (7) | Cuba        |
| 11/09 | Cuba        | 10-0     | Zuid-Afrika |
| 11/09 | Spanje      | 3-5      | Puerto Rico |
| 12/09 | Cuba        | 5-4      | Spanje      |
| 12/09 | Zuid-Afrika | 0-12 (7) | Puerto Rico |

### Groep C
De wedstrijden in Groep C werden in Sundbyberg, Zweden gespeeld.
| # | Land                 | Pnt | W | V |
| - | -------------------- | --- | - | - |
| 1 | Canada               | 6   | 3 | 0 |
| 2 | Nederlandse Antillen | 4   | 2 | 1 |
| 3 | Zuid-Korea           | 2   | 1 | 2 |
| 4 | Zweden               | 0   | 0 | 3 |

| Datum | Team 1               | Uitslag  | Team 2               |
| ----- | -------------------- | -------- | -------------------- |
| 09/09 | Zweden               | 8-10     | Nederlandse Antillen |
| 10/09 | Canada               | 9-1      | Zuid-Korea           |
| 11/09 | Zuid-Korea           | 5-1      | Zweden               |
| 11/09 | Nederlandse Antillen | 0-15 (7) | Canada               |
| 12/09 | Zuid-Korea           | 5-9      | Nederlandse Antillen |
| 12/09 | Zweden               | 1-19 (5) | Canada               |

### Groep D
De wedstrijden in Groep D werden in Zagreb, Kroatië gespeeld.
| # | Land                | Pnt | W | V |
| - | ------------------- | --- | - | - |
| 1 | Nicaragua           | 6   | 3 | 0 |
| 2 | Japan               | 4   | 2 | 1 |
| 3 | Verenigd Koninkrijk | 2   | 1 | 2 |
| 4 | Kroatië             | 0   | 0 | 3 |

| Datum | Team 1              | Uitslag  | Team 2              |
| ----- | ------------------- | -------- | ------------------- |
| 10/09 | Verenigd Koninkrijk | 7-9      | Japan               |
| 10/09 | Kroatië             | 1-10     | Nicaragua           |
| 11/09 | Nicaragua           | 10-0 (7) | Verenigd Koninkrijk |
| 11/09 | Japan               | 13-3 (7) | Kroatië             |
| 12/09 | Japan               | 4-8      | Nicaragua           |
| 12/09 | Kroatië             | 1-4      | Verenigd Koninkrijk |

### Groep E
De wedstrijden in Groep E werden in Regensburg, Duitsland gespeeld.
| # | Land             | Pnt | W | V |
| - | ---------------- | --- | - | - |
| 1 | Venezuela        | 6   | 3 | 0 |
| 2 | Verenigde Staten | 4   | 2 | 1 |
| 3 | Duitsland        | 2   | 1 | 2 |
| 4 | China            | 0   | 0 | 3 |

| Datum | Team 1           | Uitslag   | Team 2           |
| ----- | ---------------- | --------- | ---------------- |
| 09/09 | Duitsland        | 14-1 (7)  | China            |
| 10/09 | Verenigde Staten | 9-13 (11) | Venezuela        |
| 11/09 | Venezuela        | 17-2 (5)  | China            |
| 11/09 | Verenigde Staten | 9-1       | Duitsland        |
| 12/09 | China            | 0-8       | Verenigde Staten |
| 12/09 | Duitsland        | 1-12 (8)  | Venezuela        |

### Eindstand nummers 3
| # * | Land                | Pnt | W | V | V-T   |
| --- | ------------------- | --- | - | - | ----- |
| 1   | Spanje              | 2   | 1 | 2 | 22-10 |
| 2   | Taiwan              | 2   | 1 | 2 | 15-16 |
| 3   | Zuid-Korea          | 2   | 1 | 2 | 11-19 |
| 4   | Verenigd Koninkrijk | 2   | 1 | 2 | 11-20 |
| 5   | Duitsland           | 2   | 1 | 2 | 16-22 |

 * Klassering op basis minste tegen runs 

## Tweede ronde
Alle wedstrijden werden van 13 tot en met 21 september gespeeld.

### Groep F
De wedstrijden in Groep F werden in Nederland (Amsterdam, Haarlem en Rotterdam) gespeeld.
| # | Land                | Pnt | W | V | Beslissing*   |
| - | ------------------- | --- | - | - | ------------- |
| 1 | Nederland           | 12  | 6 | 1 | 1-1, (7), 1-0 |
| 2 | Puerto Rico         | 12  | 6 | 1 | 1-1, (7), 0-1 |
| 3 | Cuba                | 12  | 6 | 1 | 1-1, (8)      |
| 4 | Venezuela           | 6   | 3 | 4 | 1-0           |
| 4 | Zuid-Korea          | 6   | 3 | 4 | 0-1           |
| 4 | Nicaragua           | 4   | 2 | 5 | 1-0           |
| 4 | Spanje              | 4   | 2 | 5 | 0-1           |
| 8 | Verenigd Koninkrijk | 0   | 0 | 7 |               |

| Datum | Tijd  | Plaats    | Team 1              | Uitslag  | Team 2              |
| ----- | ----- | --------- | ------------------- | -------- | ------------------- |
| 13/09 | 15:00 | Amsterdam | Nederland           | 4-2      | Zuid-Korea          |
| 13/09 | 20:00 | Amsterdam | Puerto Rico         | 12-2 (7) | Spanje              |
| 13/09 | 20:00 | Haarlem   | Cuba                | 6-0      | Verenigd Koninkrijk |
| 13/09 | 20:00 | Rotterdam | Venezuela           | 7-4      | Nicaragua           |
|       |       |           |                     |          |                     |
| 14/09 | 13:00 | Amsterdam | Zuid-Korea          | 15-5 (8) | Verenigd Koninkrijk |
| 14/09 | 19:00 | Haarlem   | Nicaragua           | 1-4      | Cuba                |
| 14/09 | 19:00 | Rotterdam | Nederland           | 5-2      | Puerto Rico         |
| 14/09 | 19:00 | Amsterdam | Spanje              | 8-1      | Venezuela           |
|       |       |           |                     |          |                     |
| 16/09 | 13:00 | Rotterdam | Puerto Rico         | 3-2      | Zuid-Korea          |
| 16/09 | 19:00 | Haarlem   | Spanje              | 5-10     | Nederland           |
| 16/09 | 19:00 | Rotterdam | Verenigd Koninkrijk | 1-4      | Nicaragua           |
| 16/09 | 19:00 | Amsterdam | Cuba                | 10-0 (8) | Venezuela           |
|       |       |           |                     |          |                     |
| 17/09 | 13:00 | Haarlem   | Puerto Rico         | 5-4      | Verenigd Koninkrijk |
| 17/09 | 19:00 | Rotterdam | Nicaragua           | 2-7      | Zuid-Korea          |
| 17/09 | 19:00 | Haarlem   | Nederland           | 8-5      | Venezuela           |
| 17/09 | 19:00 | Amsterdam | Spanje              | 0-10     | Cuba                |
|       |       |           |                     |          |                     |
| 18/09 | 13:00 | Amsterdam | Spanje              | 5-9      | Nicaragua           |
| 18/09 | 19:00 | Rotterdam | Verenigd Koninkrijk | 0-6      | Nederland           |
| 18/09 | 19:00 | Haarlem   | Venezuela           | 4-1      | Zuid-Korea          |
| 18/09 | 19:00 | Amsterdam | Cuba                | 2-5      | Puerto Rico         |
|       |       |           |                     |          |                     |
| 19/09 | 13:00 | Rotterdam | Verenigd Koninkrijk | 3-10     | Spanje              |
| 19/09 | 19:00 | Haarlem   | Venezuela           | 3-5      | Puerto Rico         |
| 19/09 | 19:00 | Rotterdam | Zuid-Korea          | 1-5      | Cuba                |
| 19/09 | 19:00 | Amsterdam | Nicaragua           | 4-8      | Nederland           |
|       |       |           |                     |          |                     |
| 20/09 | 13:00 | Rotterdam | Nederland           | 3-5      | Cuba                |
| 20/09 | 13:00 | Amsterdam | Venezuela           | 6-1      | Verenigd Koninkrijk |
| 20/09 | 19:00 | Haarlem   | Zuid-Korea          | 2-1      | Spanje              |
| 20/09 | 19:00 | Haarlem   | Nicaragua           | 0-16 (7) | Puerto Rico         |

### Groep G
De wedstrijden in Groep G werden in twaalf steden in Italië (inclusief het onafhankelijke San Marino) gespeeld.
| # | Land                 | Pnt | W | V | Beslissing *  |
| - | -------------------- | --- | - | - | ------------- |
| 1 | Verenigde Staten     | 14  | 7 | 0 |               |
| 2 | Australië            | 10  | 5 | 2 | 1-1, (8), 1-0 |
| 3 | Canada               | 10  | 5 | 2 | 1-1, (8), 0-1 |
| 4 | Taiwan               | 10  | 5 | 2 | 1-1, (9)      |
| 5 | Japan                | 4   | 2 | 5 | 1-1, (9)      |
| 6 | Italië               | 4   | 2 | 5 | 1-1, (10)     |
| 7 | Mexico               | 4   | 2 | 5 | 1-1, (12)     |
| 8 | Nederlandse Antillen | 0   | 0 | 7 |               |

| Datum | Tijd  | Plaats        | Team 1               | Uitslag    | Team 2               |
| ----- | ----- | ------------- | -------------------- | ---------- | -------------------- |
| 13/09 | 18:00 | Piacenza      | Australië            | 19-6 (7)   | Nederlandse Antillen |
| 13/09 | 20:00 | Florence      | Italië               | 2-5        | Taiwan               |
| 13/09 | 20:00 | Parma         | Japan                | 9-3 (7)    | Mexico               |
| 13/09 | 20:00 | Reggio Emilia | Verenigde Staten     | 8-0        | Canada               |
|       |       |               |                      |            |                      |
| 14/09 | 20:00 | Bologna       | Mexico               | 6-3        | Italië               |
| 14/09 | 20:00 | Novara        | Canada               | 3-5 (10)   | Australië            |
| 14/09 | 20:00 | Verona        | Nederlandse Antillen | 1-11 (7)   | Verenigde Staten     |
| 14/09 | 20:00 | San Marino    | Japan                | uitgesteld | Taiwan               |
|       |       |               |                      |            |                      |
| 15/09 | 20:00 | Godo          | Taiwan               | 5-4 (10)   | Australië            |
| 15/09 | 20:00 | Macerata      | Verenigde Staten     | 4-2        | Japan                |
| 15/09 | 20:00 | Turijn        | Mexico               | uitgesteld | Canada               |
| 15/09 | 20:00 | Vicenza       | Italië               | uitgesteld | Nederlandse Antillen |
|       |       |               |                      |            |                      |
| 16/09 | 20:00 | San Marino    | Japan                | 1-3 (10)   | Taiwan               |
| 16/09 | 20:00 | Turijn        | Mexico               | 2-4        | Canada               |
|       |       |               |                      |            |                      |
| 17/09 | 20:00 | Turijn        | Taiwan               | 3-14 (7)   | Verenigde Staten     |
| 17/09 | 20:00 | Bologna       | Canada               | 3-2 (11)   | Japan                |
| 17/09 | 20:00 | Parma         | Australië            | 5-4        | Italië               |
| 17/09 | 20:00 | San Marino    | Mexico               | 9-8        | Nederlandse Antillen |
|       |       |               |                      |            |                      |
| 18/09 | 20:00 | Godo          | Nederlandse Antillen | 2-19 (6)   | Canada               |
| 18/09 | 20:00 | Novara        | Italië               | 6-4        | Japan                |
| 18/09 | 20:00 | Verona        | Taiwan               | 1-0 (10)   | Mexico               |
| 18/09 | 20:00 | Piacenza      | Verenigde Staten     | uitgesteld | Australië            |
|       |       |               |                      |            |                      |
| 19/09 | 15:00 | Bologna       | Japan                | 0-5        | Australië            |
| 19/09 | 20:00 | Novara        | Nederlandse Antillen | 3-12       | Taiwan               |
| 19/09 | 20:00 | Reggio Emilia | Canada               | 16-7       | Italië               |
| 19/09 | 20:00 | Vicenza       | Mexico               | 3-7        | Verenigde Staten     |
|       |       |               |                      |            |                      |
| 20/09 | 20:00 | Macerata      | Australië            | 6-5        | Mexico               |
| 20/09 | 20:00 | Parma         | Canada               | 5-3 (6)    | Taiwan               |
| 20/09 | 20:00 | Verona        | Japan                | 10-1       | Nederlandse Antillen |
| 20/09 | 20:00 | Turijn        | Italië               | 3-12       | Verenigde Staten     |
|       |       |               |                      |            |                      |
| 21/09 | 17:00 | Bologna       | Verenigde Staten     | 4-3        | Australië            |
| 21/09 | 20:00 | Vicenza       | Italië               | 7-6        | Nederlandse Antillen |

## Derde ronde
Alle wedstrijden werden van 22 tot en met 27 september gespeeld in vijf steden in Italië.
De onderlinge resultaten uit de tweede ronde werden meegenomen naar de derde ronde, hierdoor speelden in de derde ronde de landen in de groepsfase alleen vier wedstrijden (22 t/m 25 september) tegen de landen uit de andere groep, waarna twee klassementen werden gemaakt per groepindeling als uit de tweede ronde voortgekomen. Hierna vonden de plaatsingwedstrijden plaats op 26 september (#3 t/m #8) en 27 september (#1 en #2).

### Groepswedstrijden
| #       | Land             | Pnt | W | V |
| ------- | ---------------- | --- | - | - |
| Groep 1 |                  |     |   |   |
| 1       | Cuba             | 10  | 5 | 2 |
| 2       | Puerto Rico      | 8   | 4 | 3 |
| 3       | Nederland        | 6   | 3 | 4 |
| 4       | Venezuela        | 4   | 2 | 5 |
| Groep 2 |                  |     |   |   |
| 1       | Verenigde Staten | 14  | 7 | 0 |
| 2       | Canada           | 8   | 4 | 3 |
| 3       | Australië        | 4   | 2 | 4 |
| 4       | Taiwan           | 2   | 1 | 5 |

| Datum | Tijd  | Plaats   | Team 1           | Uitslag | Team 2           |
| ----- | ----- | -------- | ---------------- | ------- | ---------------- |
| 22/09 | 20:00 | Grosseto | Cuba             | 2-1     | Australië        |
| 22/09 | 20:00 | Nettuno  | Puerto Rico      | 0-3     | Canada           |
| 22/09 | 20:00 | Florence | Verenigde Staten | 6-3     | Venezuela        |
| 22/09 | 20:00 | Messina  | Nederland        | 11-2    | Taiwan           |
|       |       |          |                  |         |                  |
| 23/09 | 20:00 | Chieti   | Canada           | 9-2     | Venezuela        |
| 23/09 | 20:00 | Grosseto | Australië        | 5-2     | Nederland        |
| 23/09 | 20:00 | Florence | Puerto Rico      | 0-3     | Verenigde Staten |
| 23/09 | 21:15 | Nettuno  | Taiwan           | 0-8     | Cuba             |
|       |       |          |                  |         |                  |
| 24/09 | 20:00 | Nettuno  | Verenigde Staten | 5-3     | Cuba             |
| 24/09 | 20:00 | Chieti   | Taiwan           | 2-8     | Puerto Rico      |
| 24/09 | 20:00 | Grosseto | Canada           | 11-5    | Nederland        |
| 24/09 | 20:00 | Florence | Venezuela        | 9-4     | Australië        |
|       |       |          |                  |         |                  |
| 25/09 | 19:00 | Florence | Cuba             | 5-1     | Canada           |
| 25/09 | 19:00 | Grosseto | Venezuela        | 6-4     | Taiwan           |
| 25/09 | 19:00 | Chieti   | Australië        | 2-4     | Puerto Rico      |
| 25/09 | 19:00 | Nettuno  | Nederland        | 2-8     | Verenigde Staten |

### Plaatsingwedstrijden
|                             | Datum | Tijd  | Plaats   | Winnaar          | Uitslag | Verliezer   |
| --------------------------- | ----- | ----- | -------- | ---------------- | ------- | ----------- |
| 7e/8e plaats (groep nrs. 4) | 26/09 | 20:00 | Florence | Venezuela        | 6-3     | Taiwan      |
| 5e/6e plaats (groep nrs. 3) | 26/09 | 20:00 | Messina  | Australië        | 4-1     | Nederland   |
| 3e/4e plaats (groep nrs. 2) | 26/09 | 20:00 | Grosseto | Canada           | 6-2     | Puerto Rico |
| 1e/2e plaats (groep nrs. 1) | 27/09 | 15:00 | Nettuno  | Verenigde Staten | 10-5    | Cuba        |